# Giselle Vesco
Giselle Vesco (* 13. Mai 1925 in Berlin; † 17. März 2021 ebenda) war eine deutsche Schauspielerin. Sie wirkte in ihrer rund sieben Jahrzehnte lang andauernden Karriere in über 40 Film- und-Fernsehproduktionen mit. Einem breiten Publikum wurde sie ab 2000 als Hilde Scholz in der ARD-Serie Lindenstraße bekannt.

## Leben
Vesco absolvierte gemeinsam mit ihrer Schwester Nora eine Ballett- und Schauspielausbildung bei Tatjana Gsovsky, Marlise Ludwig und Herma Clement. 1944 war sie in einer kleinen Nebenrolle als Schulmädchen und Freundin Evas im Komödienklassiker Die Feuerzangenbowle an der Seite von Heinz Rühmann und Karin Himboldt zu sehen. Vesco wirkte in ihrer rund sieben Jahrzehnte lang andauernden Karriere als Schauspielerin vor der Kamera in über 40 Film- und-Fernsehproduktionen mit.
Einem breiten Publikum wurde Vesco vor allem durch ihre langjährige Mitwirkung in der ARD-Serie Lindenstraße bekannt. Dort spielte sie von September 2000 (Folge 772) bis August 2015 (Folge 1543) die Rolle der Hildegard Scholz. Nach dem Ausstieg von Annemarie Wendl im Mai 2006 und dem Ausscheiden von Margret van Munster im Juni 2007 war Vesco das älteste Mitglied des Lindenstraßen-Ensembles. Ihre Rolle wurde 2012 innerhalb des Seriengeschehens durch den Umzug in ein Pflegeheim aufgrund einer Demenz-Erkrankung zu einer Nebenrolle, so dass Vesco daraufhin nur noch im Rahmen von Besuchen bei ihrem Sohn Hans-Joachim Scholz (Knut Hinz) auftrat. Am 16. August 2015 hatte Vesco ihren letzten Auftritt in der Serie; ihre Figur starb an den Folgen eines Aneurysmas im Magen. 
Giselle Vesco wohnte zeitlebens in Berlin. Sie starb dort im März 2021 im Alter von 95 Jahren.

## Filmografie
- 1944: Die Feuerzangenbowle
- 1952: Fritz und Friederike
- 1953: Der Fall Sieveking
- 1954: Das ideale Brautpaar
- 1954: Die Geschichte des Soldaten
- 1955: Der Hund im Hirn
- 1955: Der Mörder
- 1956: Das Donkosakenlied
- 1956: Geliebte Corinna
- 1957: Der Schallplattendieb
- 1960: Geheimnis einer Frauenklinik
- 1963: Dantons Tod
- 1975: Dein gutes Recht (Fernsehserie, 1 Folge)
- 1976: Notarztwagen 7 (Fernsehserie, 1 Folge)
- 1976: Tatort: Zwei Flugkarten nach Rio
- 1977: Tatort: Flieder für Jaczek
- 1978: Unternehmen Rentnerkommune (Fernsehserie, 2 Folgen)
- 1978: Ausgerissen! Was nun? (Fernsehserie, 1 Folge)
- 1984: Der Alte (Fernsehserie, 1 Folge)
- 1985–1998: Ein Fall für zwei (Fernsehserie, 5 Folgen, verschiedene Rollen)
- 1991: Hausmänner
- 1992: Mit Leib und Seele (Fernsehserie, 1 Folge)
- 1993: Brandnacht
- 1994: Tatort: Der schwarze Engel
- 1995: Praxis Bülowbogen (Fernsehserie, 1 Folge)
- 1997: Tut mir leid wegen gestern
- 1998: Ärzte (Fernsehserie, 1 Folge)
- 1998–1999: Die Fallers (Fernsehserie, mehrere Folgen)
- 1998: Silberdisteln
- 1998: Tatort: Engelchen flieg
- 1999: Schwarz greift ein (Fernsehserie, 1 Folge)
- 1999: Alphateam – Die Lebensretter im OP (Fernsehserie, 1 Folge)
- 1999: Ich habe Nein gesagt
- 2000: Der Onkel vom Meer
- 2000: Seitensprung ins Glück
- 2000–2015: Lindenstraße (Fernsehserie, 211 Folgen)
- 2003: Schwesternliebe
- 2004: Ein Gauner Gottes
- 2006: Zwei Engel für Amor (Fernsehserie, 1 Folge)
- 2007: Späte Aussicht
- 2008: Ach, Luise
- 2009: Familie Sonnenfeld (Fernsehserie, 1 Folge)
- 2009: Tatort: Tempelräuber
- 2010: Liebe am Fjord – Der Gesang des Windes
- 2012: Halbe Hundert